# 斯塔提拉·比格斯奖学金
斯塔提拉·比格斯奖学金（英語：Statira Biggs Scholarship）是以斯塔提拉·比格斯的个人名义于1952年在华盛顿大学设立的奖学金。根据该奖学金申请表的描述，留学生中日本、朝鲜或满洲居民可以申请此奖学金；在该奖学金申请表中，“满洲”被解释为“满洲现在是被中华人民共和国包含的一个地区”。
该奖学金申请表中将日本、朝鲜、满洲并列的做法，在2018年2月引起了中国大陆网民的注意和强烈不满；还有网民搜索后判断称斯塔提拉·比格斯是亲日人士，创立该奖学金是对大东亚共荣圈的支持；甚至有媒体表示，华盛顿大学一贯对中国留学生不尊重。
最终，2018年2月16日，华盛顿大学向全体国际学生发了一封道歉信，并决定将该奖学金申请表中的“满洲”改为“中国东北”。